# Y Control
"Y Control" je skladba indie rockové kapely Yeah Yeah Yeahs z jejich debutového alba nazvaného Fever to Tell. Název skladby odkazuje na kontrolu ženských emocí s narážkou na mužský chromozom Y. Pitchfork Media jmenoval skladbu jako 213. nejlepší skladbou dekády. Skladba je taktéž umístěna na soundtracku k videohře Colin McRae Dirt 2.

## Hudební videoklip
Hudební videoklip k písni Y Control režíroval Spike Jonze. Kontroverzní videoklip zobrazuje dítě nesoucí tělo mrtvého psa a dále také děti, kterým je například useknuta ruka, či rozřezáno břicho.

## Hitparády
| 2004 | Official UK Charts | 54 |

## Seznam skladeb
1. "Y Control"
2. "Y Control" (The Faint remix)
3. "Y Control" (Live at the Fillmore)